# Sant Lliser d'Alós

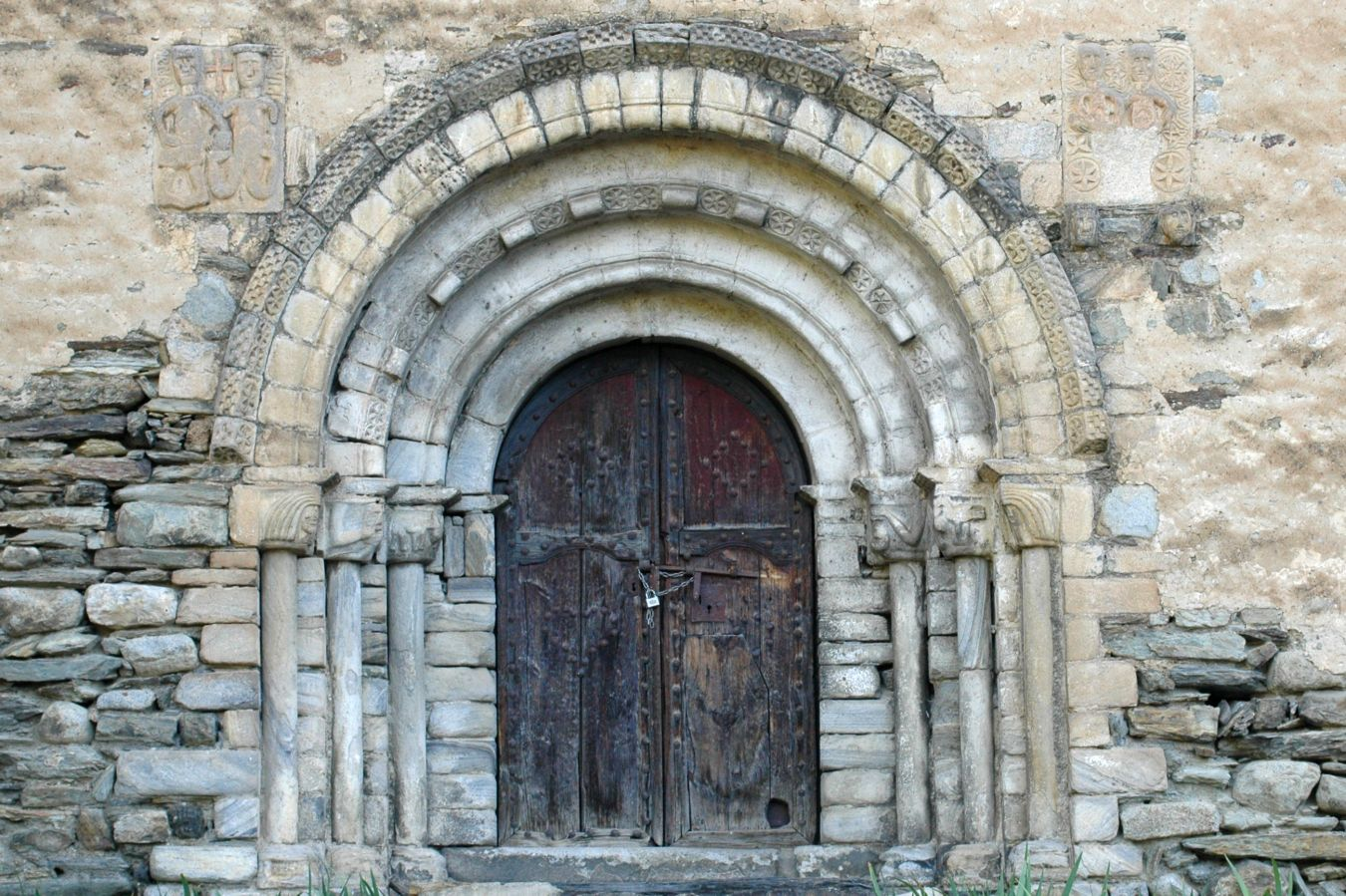
Portalada del

Sant Lliser d'Alós és una església romànica del poble d'Alós, en el terme municipal d'Alt Àneu, a la comarca del Pallars Sobirà.
La major part de l'església actual és de factura barroca, però conserva alguns elements de l'obra romànica. El més notable és la portalada situada a la façana de migdia, que compta amb una rica ornamentació.
El portal, de finals del segle xii, és molt semblant a la propera església de Sant Joan d'Isil. Presenta tres arquivoltes sobre columnes llises i envoltades per un guardapols. L'arquivolta central està ornada amb rosetes encerclades que alternen amb unes peces cilíndriques. Els capitells representen rostres humans que evoquen la crítica dels vicis, a més d'animals. A banda i banda per sobre la porta hi han esculpida una parella de figures humanes agafades pel braç. Segurament eren làpides de la mateixa època, però incrustades més tard.
A l'interior de l'església es conserven tres piques, una de baptismal i dues d'oli, datades de la mateixa època que el portal. La seva decoració es basa en motius geomètrics, vegetals i figures humanes.
Al MNAC es guarda un frontal d'altar de fusta policromada de principis del segle xiii que es creu que procedia d'aquesta església.
El 1989, en el decurs dels treballs de restauració de l'església, es trobaren dos blocs de pedra esculpits dins dels murs de reompliment del campanar. A més, en altres prospeccions fetes a l'entorn del temple es trobaren vint-i-una tombes pertanyents a enterraments fets des del segle xi fins al xviii.